# Пашківка (Бучанський район)
Пашкі́вка — село Макарівської селищної громади Бучанського району Київської області. Розташоване за 19 км від центру громади та за 50 км від обласного центру. Найближча залізнична станція: Фастів, за 30 км. Площа — 481 га, кількість дворів — 670. Кількість населення — 743 особи. День села — на Святу Трійцю. Геральдика с. Пашківка затверджена рішенням сесії Пашківської сільської ради у 2009 р.

## Історія
Знайдені на території села знаряддя праці первісної людини: кам'яні рубила, сокири з отворами для заправки держака, кам'яні сокири з кістяним держаком, дерев'яний, видовбаний зі стовбура дерева човен, свідчать про найдавніше заселення цієї місцевості. Також на території села виявлено залишки поселення доби бронзи.
В давнину Пашківка була оточена густими заболоченими мішаними лісами. В історичних документах село вперше згадується 16 серпня 1613 року, коли до Пашківки втекли мешканці з містечка Хабного.
У липні 1768 року в селі побували козаки Івана Бондаренка.
За краєзнавчими матеріалами Лаврентія Похилевича про населений пункт відомо наступне:
| «Пашківка знаходиться за 4 версти від м. Бишева, у верхів'ї струмка Лупі. Жителів проживає православних 2100, римокатоликів 7, євреїв 65; Земля піщано-глиниста, помірно родюча; на полях тягнеться древній захисний вал (який споруджували як захист від набігів невеликих загонів кочових племен печенігів, половців, хазарів тощо. Оборонні вали ставали перешкодою для кочовиків при переганянні загарбаних ними великих табунів тварин (кіз корів, коней і т. д.), Найбільша височина при селищі має 619 футів (204 м) над рівнем моря. Пашківка здавна належала до Бишевського маєтку. Кароль Тишкевич заповідав її Бишевським домініканцям; але процес в суді виграли Харленські і повернули маєток. Леон Харленський віддав Пашківку в 1856 р. як придане для своєї онуки Анастасії, за чоловіком Руликовській, що продав у 1856 р. цей маєток колишньому начальникові Київського арсеналу генерал-майорові Федору Кудрявцеву, за смерті якого в 1868 р. нині належить зятеві покійного Людовику Петровичу фон-Ендену в кількості 1213 десятин польової землі і 335 десятин лісових угідь. При Пашківці крім згаданої власницької землі, відведено в користування колоністів-німців 63 десятини за плату згідно з контрактом; а 10 пруссаків ще в 1870 р. купили у власність 160 десятин. Німецька колонія названа Павлиновкою. Кількість усіх німців, у ній живучих, невідома. До церковного приходу прилічені 2 села Лишня та Леонівка» |
Метричні книги, клірові відомості, сповідні розписи церкви Пресвятої Трійці с. Пашківка (приписні с. Лишня з ц. св. Анни, с. Леонівка) Бишівської волості Київського пов. Київської губ. зберігаються в ЦДІАК України.
У 1918 р. створено революційний комітет, який очолював селянин Петро Григорович Нестерчук. Цього ж року під його керівництвом селяни виступили проти поміщика Збуровського. У 1920 р. утворилася сільрада, очолювана Калеником Семеновичем Сіренком.
У 1927 р. відкрилася школа.
Кількість населення становила 3299 осіб.
У 1928 р. організовано ТОЗ, у 1930 р. — комуну. Першим головою став Микола Максимович Кольцов (з м. Києва).
Село було окуповане нацистами 10 липня 1941 р. Понад 300 жителів боролися на фронтах, у партизанському загоні Григорія Григоровича Кухаря.
У перші дні війни, прикриваючи відхід радянських військ, за околицею Пашківки були збиті бомбардувальник та винищувач Іл-156 пілотом О. В. Дунаєвим. У кінці травня 1942 р. створено Пашківську підпільну групу під керівництвом Ю. В. Пришви, до неї входили також А. Г. Нестерчук, Ю. І. Петренко, В. К. Шевченко. Керівник групи брав активну участь у різних диверсіях і операціях проти німців. В його будинку знаходилася явочна квартира підпілля і партизан. Інші члени організації збирали зброю, розповсюджували листівки «Совінформбюро», переховували поранених бійців, зривали плани німецьких властей з відправлення громадян на примусові роботи до Німеччини. За мужність і відвагу, виявлені в боротьбі проти німецько-нацистських загарбників, 208 жителів села нагороджені орденами й медалями Союзу РСР.
До 1965 р. діяв колгосп «40-річчя Жовтня», потім «Перемога».
В «Історії міст і сіл Української РСР» про Пашківку початку 1970-х було подано таку інформацію:

| Пашківка - село, центр сільської Ради, розташоване на березі річки Лупи, за 16 км від районного центру. Населення - 1083 чоловіка. Сільраді підпорядковане село Вітрівка. У селі - центральна садиба колгоспу «Перемога», земельний фонд якого становить 4700 га сільськогосподарських угідь, у т. ч. 3600 га орної землі. Колгосп спеціалізується на вирощуванні зернових культур, овочів. Розвинуте тваринництво. Допоміжні галузі: садівництво, бджільництво. Доярку В. М. Іваненко нагороджено орденом Леніна. У Пашківці є середня школа, будинок культури, бібліотека[4]. |
У 1988 р. було збудовано дитячий садок, у 1993 р. — нову загальноосвітню школу І-Ш ст. (старе приміщення 1927 р. збереглося донині). Культурні потреби жителів обслуговує Будинок культури на 350 місць. Після Чорнобильської аварії спеціалістами з Тернопільської та Вінницької областей зведено 50 будинків для переселенців.
Нині на території Пашківської сільської ради діють Пашківська ЗОШ І-ІІІ ступенів, дитячий садок, Будинок культури, Пашківська сільська бібліотека, ФАП, відділення зв'язку, сільська рада.

## Галерея

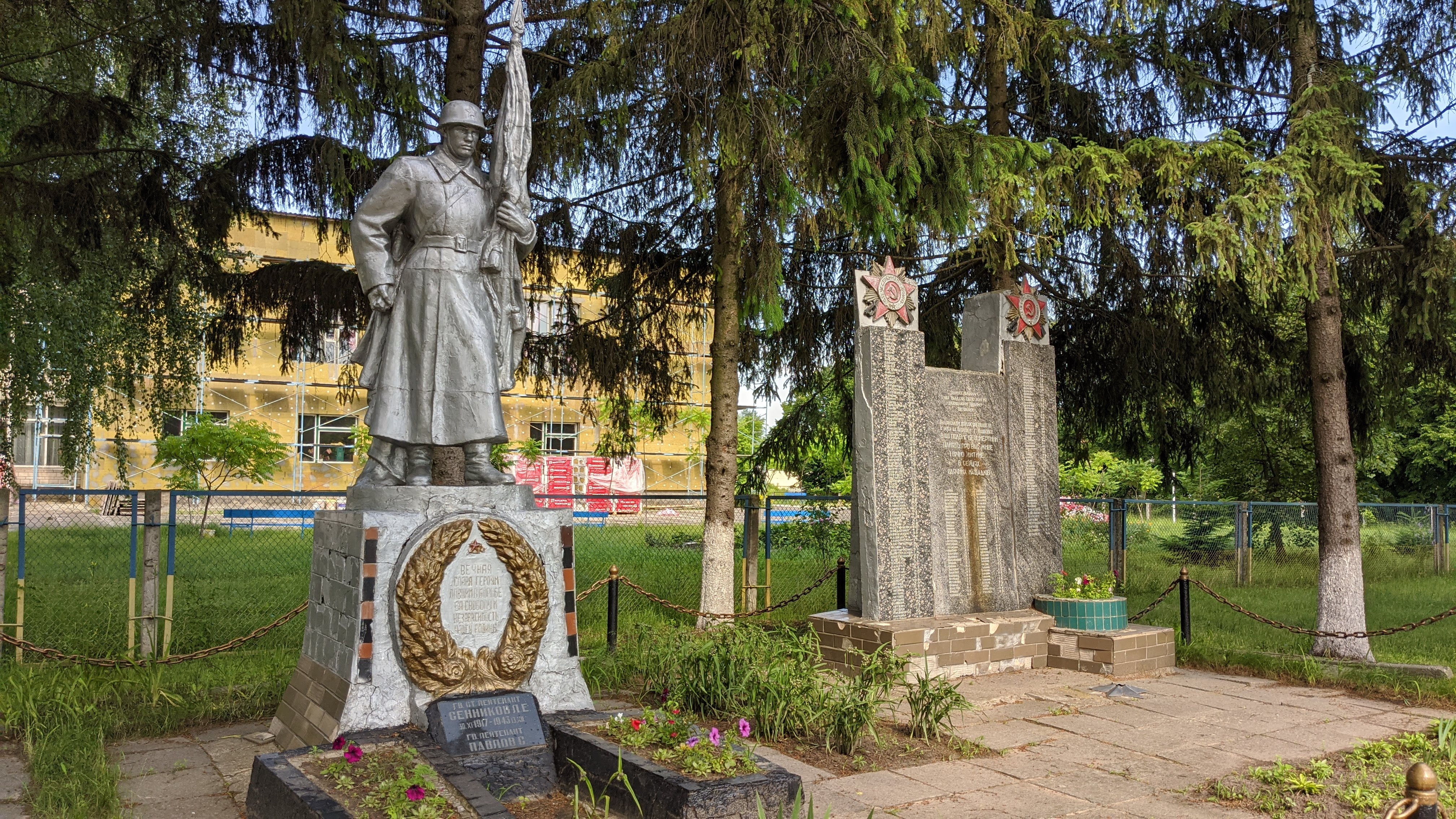
Пам'ятник загиблим у Другій світовій війні

## Відомі люди
На Пашківському хуторі Кірчик народився Володимир Кіндратович Покотило — член націоналістичного підпілля, в'язень ГУЛАГу.
В поселенні народився:
- Костенко Віталій Михайлович (1971—2016) — учасник російсько-української війни.